# Helmer Hanssen

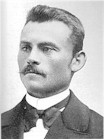
Helmer Hanssen

Helmer Julius Hanssen, född 24 september 1870 i Bjørnskinn nära Risøyhamn, död 2 augusti 1956 i Tromsø, var en norsk polarfarare och upptäcktsresande. Hanssen deltog bland annat i Roald Amundsens expeditioner till Sydpolen och genom Nordvästpassagen.

## Biografi
Hanssen föddes i Bjørnskinn nära Risøyhamn i Andøy kommun i nordvästra Norge. Hans föräldrar var bonden och fiskaren Hans Andreas Jacobsen (1832–1914) och hans maka Pauline Jørgine Olsdatter (1833–1871). Från elvaårsåldern började Helmer följa med fadern på fiske och arbetade på gården. I mitten av 1890-talet började han ge sig ut på Ishavet för att jaga säl och val.
Hanssen fick sitt styrmansbrev 1897 och samma år deltog han i britten Henry Pearsons expedition till Novaja Zemlja. 1899 till 1900 deltog han i den Svensk-ryska gradmätningsexpeditionen till Svalbard där den svensk-norska delen övervintrade i Sorgfjorden.
Åren 1903–1906 deltog Hanssen i Amundsens fyraåriga expedition igenom Nordvästpassagen med fartyget "Gjøa". Under denna resa lärde han sig att hantera hundsläde. 1906 belönades han med Sankt Olavs Orden för dessa insatser.
Åren 1910–1912 deltog Hanssen i Amundsens Sydpolsexpedition med fartyget "Fram". Vid marschen mot polen som inleddes 20 oktober 1911 körde alltid Hanssen den första hundsläden, utom den allra sista biten då Amundsen gick i täten. Den 14 december 1911 var han bland de fem som först nådde Sydpolen tillsammans med Roald Amundsen, Olav Bjaaland, Sverre Hassel och Oscar Wisting. 1912 belönades han med Sydpolsmedaljen för dessa insatser.
Åren 1918–1920 deltog Hanssen i Amundsens expedition igenom Nordostpassagen, nu som kapten på fartyget Maud. Under denna resa blev de två dock av ännu okänd anledning osams och Hanssen lämnade fartyget i Nome. 1924 deltog han i en brittisk expedition till Svalbard som slädförare och 1926 deltog han i en tysk expedition till Svalbard och Grönland.
År 1936 publicerade Hanssen sina memoarer med titeln "The Voyages of a Modern Viking" som gavs ut i London av Rutledgeförlaget. Senare arbetade Hanssen som fartygsinspektör i Tromsø fram till sin pensionering 1940.
Han begravdes i Tromsø domkyrka och fick en statsbegravning.